# Jonas Carpignano
Jonas Carpignano (Nova York, 16 de gener de 1984) és un cineasta italo-nord-americà. És conegut per Mediterranea, A Ciambra i A Chiara.

## Primers anys de vida i carrera
Carpignano va néixer al Bronx, Nova York el 16 de gener de 1984. El pare, Paolo Carpignano, és professor de sociologia dels mitjans audiovisuals i productor. La seva mare, Diane Benskin, és d'una família originària de Barbados. Va créixer a Nova York, però va passar llargs períodes a Roma, Itàlia, on residia la família del pare.
A una edat primerenca va estar envoltat de cineastes i músics. El seu avi patern, Vittorio Carpignano, va ser cineasta i productor d'alguns dels anuncis publicitaris més memorables de la primera televisió italiana. L'oncle, Luciano Emmer, era un director de cinema italià. L'altre oncle, Sammy Benskin, era un conegut pianista de jazz.
Jonas Carpignano va estudiar a la Fieldston School de Riverdale. Va començar a fer pel·lícules a la Universitat Wesleyana, on es va graduar el 2006. Després de treballar uns anys a la indústria cinematogràfica a Itàlia i als Estats Units, es va matricular al Programa de Cinema de Graduats de la Tisch School of Arts de la Universitat de Nova York on va realitzar els seus primers curtmetratges. El seu treball ha estat presentat al Festival de Cinema de Cannes, Festival de Cinema de Venècia i el Festival de Cinema de Nova York.
Ha escrit i dirigit diversos curtmetratges guardonats, com A Chjana, que va guanyar el premi al millor curtmetratge al Festival de Venècia i A Ciambra, que va guanyar el premi Discovery al festival de Cannes - Semaine de la Critique el 2014.
L'any 2015, Carpignano va debutar amb Mediterranea, que va estrenar a la Setmana Internacional de la Crítica del Festival de Cannes 2015. La pel·lícula va ser nominada a tres Independent Sprit Awards i li va valer a Carpignano el Bingham Ray Breakthrough Director Award als IFP Gotham Awards. El National Board of Review va concedir a Carpignano el premi a la millor òpera prima (2015) i va situar Mediterranea a la seva llista de les cinc millors pel·lícules en llengua estrangera de l'any.
El 2017, el segon llargmetratge de Carpignano, A Ciambra, es va estrenar a la Quinzena dels Directors del Festival de Cannes 2017. La pel·lícula va ser produïda per Martin Scorsese i va guanyar el premi Europa Labels a la millor pel·lícula europea. Va ser seleccionada per Itàlia per representar el país en la categoria de millor pel·lícula en llengua estrangera dels Premis de l'Acadèmia. La pel·lícula no va ser nominada, però sí que li va valdre a Carpignano una nominació com a millor director als Film Independent Spirit Awards 2018 i va ser designada la millor pel·lícula italiana de 2017 pel Sindicat Nacional de Crítics de Cinema Italians (SNCCI). El 2018, A Ciambra va ser nominada a set premis David di Donatello i finalment en va guanyar dos, inclòs el premi al millor director.
L'any 2021, el tercer llargmetratge de Carpignano, A Chiara, es va estrenar a la Quinzena dels Directors del Festival de Cannes 2021 i va guanyar el premi Europa Labels a la millor pel·lícula europea (la segona vegada que el director guanyava aquest premi a Cannes). La pel·lícula va rebre tres nominacions als premis Film Independent Spirit 2022, així com sis nominacions als premis David di Donatello on la protagonista va guanyar el premi a la millor actriu.

## Premis
Ha rebut el premi al director d'avantguarda als Gotham Independent Film Awards 2015 pel seu primer llargmetratge Mediterranea. També va ser nomenat millor director novell el 2015 pel National Board of Review. El 2016 va ser guardonat amb una Beca Guggenheim. L'any 2017 la seva pel·lícula A Ciambra va guanyar el premi de cinema del segell Europa a la Quinzena de Directors del Festival de Cannes.
El 2018, Carpignano va guanyar el premi al millor director al David di Donatello (l'equivalent italià dels Oscars).
L'any 2021, la tercera pel·lícula de Carpignano, A Chiara, va guanyar el premi de cinema del segell Europa a la Quinzena dels Directors del Festival de Cannes (la segona vegada que el director guanyava aquest premi).

## Vida personal
Carpignano viu a Itàlia, on continua treballant com a escriptor i director.

## Filmografia
| Any  | Pel·lícula       | Rol                 |
| ---- | ---------------- | ------------------- |
| 2012 | A Chjàna (curt)  | Guionista, director |
| 2014 | A Ciambra (curt) | Guionista, director |
| 2015 | Mediterrània     | Guionista, director |
| 2017 | A Ciambra        | Guionista, director |
| 2021 | A Chiara         | Guionista, director |